# Christopher D. Miller
Christopher Disney Miller, né le 10 décembre 1954 dans le comté de Monterey, est un assistant réalisateur et producteur cinématographique américain. Petit-fils de Walt Disney, ses parents sont Ronald William Miller et Diane Disney Miller, il travaille pour Walt Disney Productions sur plusieurs films au début des années 1980.

## Biographie
Christopher D. Miller est le premier petit fils de Walt et Lillian Disney, né en décembre 1954.
Une fenêtre au-dessus du Carnation Cafe à Disneyland (Californie) lui rend hommage.

## Filmographie
- 1979 : Le Trou noir
- 1980 : La Coccinelle à Mexico
- 1980 : Le Dernier Vol de l'arche de Noé
- 1981 : Max et le Diable
- 1982 : Tex
- 1983 : Détective Small et monsieur Frye
- 1983 : La Foire des ténèbres